# Agrilus moriscus
Espèce
Agrilus moriscus est une espèce européenne de coléoptères  de la famille des Buprestidae.

## Écologie
Les larves creusent dans la pousse des plantes Genista florida et Retama sphaerocarpa.